# 綱手 (火影忍者)
纲手（日语：／）是日本漫畫火影忍者中的人物，在第三代火影猿飛蒜山殉職後繼任為木葉忍者村第五代火影，直至第四次忍界大戰落幕後卸任。
她是首位也是迄今唯一的女性火影。初代火影千手柱間孫女，傳說中的三忍之一（另外两位为自來也和大蛇丸），忍界極富盛名的醫療忍者。

## 關於名字
自來也、大蛇丸、綱手三個名字均來源於十九世紀中葉流傳至今的日本民間故事《兒雷也豪傑物語》。其中兒雷也（自來也）是一名可以召喚巨大蛤蟆的忍者，他是九州島的一個強大部落的繼承人。兒雷也愛上了綱手，綱手是善於操縱蛞蝓的美麗公主；而他們在故事中的對手則是大蛇丸。大蛇丸擅於召喚毒蛇，並曾毒害自來也與綱手。

## 人物

### 個人檔案
- 個性：衝動，喜好賭博（爺爺初代火影也是）
- 喜歡的食物：雞胸肉，酒，甘栗甘的高級蛋白甜點羊羹卷
- 討厭的食物：生豬肝，甜食，酸食
- 夢想：走遍世界、看遍世界、贏遍世界所有賭場
- 興趣：賭博
- 忍者學校畢業年齡：6歲
- 中忍升格年齡：
- 查克拉性質：雷、水、火、土、陽[3]

### 身份及經歷
初代火影千手柱間的孫女，淺黃色頭髮，額頭上有著長期凝聚查克拉的藍色班記，其特徵是巨乳，由於長期將查克拉凝聚在額頭陰封印中的緣故，因此外觀年齡與實際年齡相差逕庭，始終處於年輕容貌。在三代火影死後擔任了五代火影職務，喜歡喝酒，好賭，所以在外衣背部便寫上了一個大的「賭」字；但她逢賭必输，假如賭贏了就是不祥之兆，被戲稱為大肥羊（或傳說中的水魚）。專長醫療忍術，技術非常高超。在與大蛇丸決鬥時，也顯示了其通靈之術——蛞蝓召喚術，並與自來也的召喚獸蛤蟆文太，跟大蛇丸的召喚獸萬蛇對戰。
少女時代的綱手已相當好勝，在老師猿飛安排的生存測試中，跟大蛇丸一起取得老師手中的兩個鈴鐺。她隨即取笑被綁在木柱上的自來也，但自來也反過來取笑她平胸，並互踢起來。之後她也不理會自來也，任他縛在木柱上。長大後，她的外貌身型成熟了不少。她在忍者大戰中跟自來也及大蛇丸挑戰雨隱村頭目『山椒魚半藏』，因為只有他們沒被對方擊倒，所以三人被對方冠以『木葉傳說中的三忍』稱號，此稱號日後亦在忍界中廣泛流傳開去。她似乎認識漩渦鳴人的母親漩渦九品。她與自來也仍舊像一對歡喜冤家，一起執行任務時，曾因對方偷窺女浴室而將他打至重傷。
她有一個疼愛的弟弟千手繩樹，志願是當上火影一職；綱手為了鼓勵他，特別在他生日之時把家寶、屬於初代火影的項鍊送給繩樹。然而，在隔天，三次忍界大戰爆發，繩樹在大蛇丸帶隊的任務中因踩到起爆符而死亡。她跟自來也立即趕來，自來也勸她不要看，以免傷心，但大蛇丸認為她更應該看清事實。她看到被敵人嚴重摧殘的繩樹屍體，悲痛不已。
因為繩樹之死，讓綱手有想法，如果戰場上有醫療忍者，也許繩樹就不會死了。之後她向恩師三代目火影蒜山提出方案，請在每個小隊當中加入一名醫療忍者；但因當時的人手資源及科技不足，三代目火影，雖然認同她的想法，但眼下情況無法答應她的要求。但就在同時，她認識了第二個佔有重要地位的男子「加藤斷」，因為斷也相當支持她的方案。之後她跟斷墜入愛河。同樣在戰火中失去至親的斷也有一個理想，就是成為火影，好好保護村裡所愛的所有村民，以彌補失去至親的悲傷。綱手同樣希望斷能當上火影，也把自己的家寶項鍊送給對方作為鼓勵。不幸的是，隔天在和斷一起執行任務時，斷被襲擊內臟都被打飛而死亡；即使她當時已具有一定程度的醫療忍術，也無法救活斷。由於綱手經歷過兩次(對於重要的人弟弟繩樹和男友斷)生離死別之痛，從此罹患了恐血症，只要看到血便會全身顫抖起來。由於繩樹與斷的夢想是當上火影，然而他們二人都還沒實現夢想當上火影就死了。所以她對說要當火影這種話的人亦存有藐視之心，認為火影就是垃圾，只有愚蠢的人才想當火影。
之後，她沒有再留在木葉忍村，帶著斷的姪女靜音四處漂泊，也把畢生的醫療忍術傳授給靜音。她也不斷以賭博打發時間；除非有不如意之事將會發生而使她勝出，否則她每次都會拖欠巨額債務，被賭場界視為『傳說中的肥羊』。後在短冊街遇上舊拍擋自來也及叛忍大蛇丸，還有下忍漩渦鳴人。因為被鳴人想當火影的決心及意志所感動，所以在聯同自來也擊退大蛇丸後，她決意返回木葉隱村擔任第五代火影。她對血的恐懼亦在戰役中自行治癒，也把初代的項鍊再次送給鳴人，並期待鳴人將來能成就火影的職務。她所給予的項鍊日後也發揮作用，因為來自暗部精通木遁的大和隊長能夠透過項鍊控制鳴人的九尾查克拉，使其不化身成為九尾妖狐。
有關她和自來也之間的關係，表面上雖然像對冤家，但實際上有點曖昧，卻十分記掛對方安危。當知道自來也要前往雨隱村調查曉的首領時，就已替其緊張擔憂，只是自來也決心前往。及後自來也為讓綱手安心作打賭，並希望自己不要賭勝（因為賭勝就表示自來也永不會回來），可見其口是心非、打從心底就掛念著自來也的情況。

### 火影的職責
就任火影後，在助手靜音的輔助下，協助處理忍村各種大小事務，如追捕叛忍（宇智波鼬）及外來敵人（『音忍四人眾』及『曉』成員）、跟其他忍村進行友好交涉政治（如跟砂忍村建立友好同盟關係及相互支援）、為受傷的忍者進行治療（如李洛克及秋道丁次）、培訓醫療忍者（如靜音/宇智波櫻/山中井野）、接受國內國外的各項任務及安排擔任的忍者等。不過，最令她煩惱的並不是這些職務，而是在擔任火影後仍未減少的債務，反而不斷積累中。她有時也喜歡喝酒、睡覺、偷閒，故綱子鐵及神月出雲就對她偷懶的行為感到不滿。在鳴人離開的兩年半間，她也在火影岩上刻上自己的雕像。

## 在故事的表現

### 佩恩襲擊篇
在得悉當年戰友自來也死後，綱手也曾一度傷心不已。但畢竟身為火影，很快便能收拾心情，一方面安排鳴人跟從蛤蟆仙人深作往妙木山修練；另一方面安排人員解讀自來也在深作身上遺下的暗號，及解剖其中一名培因的軀殼以制訂對敵方案。但不久後『培因六道』突然來襲，木葉各處死傷枕藉，綱手透過召喚獸蛞蝓協助，盡全力為各處受傷忍者及村民治療。透過蛞蝓知曉卡卡西死訊時踹斷屋頂上的一根柱子。此時得到丁次報告有關『培因天道』的資料，不久又與當年認識的『彌彥』展開對決。培因天道施展神羅天征摧毀木葉後，綱手極其憤慨，要與之決一死戰。後鳴人及時趕來，並保護其免受『培因』的攻擊。
在鳴人與培因戰鬥期間，因她透過蛞蝓為眾木葉傷者治療而耗用大量查克拉；故戰後回復老年狀態並陷入昏迷中，連靜音及小櫻也不知從何入手為其治療，暫時不能履行火影的職責。就在此時，火之國的大名及木葉村的長老們正商討下一任火影接班人，團藏也開始暗中計畫，實現他擔任火影的野心。

### 佐助對決團藏篇
團藏與佐助決戰身故後，火之國的大名及木葉村的長老們原本即將宣布卡卡西為下任火影，不料綱手卻突然康復，因此由綱手續任火影。後來在五影大會與其餘四影討論八尾與九尾的安置問題。

### 第四次忍界大戰篇
當綱手獲知鬼鮫奪去木葉相關的資料後，和其他四影召開會議討論如何應對掌握軍事情報的「曉」成員。隨即派遣奈良鹿丸的父親奈良鹿久與情報隊一起行動，並且命令救護後援隊馬上集合以應對忍界戰爭。第四次忍界大戰時期，擔任忍者聯軍總參謀，曾阻擋鳴人前去戰場，後說服第四代雷影允許八尾殺人蜂與漩渦鳴人參戰。
當她得知真正的斑被穢土轉生召喚出來並讓我方兵力大幅傷亡時便決定前往戰場，她要求雷影秘書用天送術送她到戰場
雷影也同意了並一同前往，並且綱手認為對付斑的火遁必須要有強力的水遁忍者，於是在自己的身上標記，在抵達戰場後由
四代火影的護衛小隊以飛雷神之術將水影傳送至戰場。綱手與雷影抵達戰場時剛好阻止了斑與二代土影的進攻，並且反擊，並且綱手
解放了創造再生之術，因為是以光速傳送，一般人肉體可能早就被撕裂，綱手只有部分撕裂傷，傷勢並無大礙，所以無須
解放所有查克拉（留有不少查克拉），所以印記還在，目前正由雷影與水影打頭陣，土影與風影在接受綱手治療後也加入了戰局。
最後不敵重傷倒地。最後在穢土轉生將要解除之際，斑打算用龍炎放歌之術給五影最後一擊，水影來不及使出水遁，由綱手以怪力將五個火龍頭一一打回
但綱手的百豪之術剛好消耗殆盡，眼看斑的查克拉完好無缺的黏回身體並打算給綱手致命一擊時，斷及時以靈化之術飛到這個戰場、附在綱手身上協助避開斑的攻擊，並在精神世界中在綱手的額頭上輕輕留下一吻給予查克拉，並表示綱手就是他的夢想以及對綱手的感謝之意便消失於無形。但後來五影都被打成重傷，綱手斷成兩截，但她仍只想救其他四影而通靈出蛞蝓醫治，對於自己會怎麼樣已經不是很在乎。
其後被趕來的大蛇丸、香磷、水月救活。五影恢復後趕路到戰場再次參與大戰，帶領各隊砍倒用來施展無限月讀的神樹。然而宇智波斑仍然發動無限月讀，綱手亦無法幸免，在她的夢中夢見自來也、斷和繩樹在生。直至戰爭落幕後始脫離無限月讀的夢境。

### 結局篇
戰爭落幕後，綱手為了斷臂的鳴人和佐助，利用千手柱間的細胞研發義肢，並卸任交棒給旗木卡卡西。卸任後還不時和前任五影在私底下相聚會談，過著清閒的生活。

## 術
- 底色為 （杏仁白）色的表示該忍術為動畫、遊戲、劇埸版的原創。

| 招式名稱                 | 簡介 | 種類   | 等級 |
| ------------------------ | --- | ------ | ---- |
| 幻術定身                 | 以幻術把敵人定身，行動不得。 | 幻     |      |
| 通靈之術                 | 召喚出通靈獸蛞蝓（日語：カツユ；聲優：能登麻美子）。施術前要先跟蛞蝓簽合約。能力：舌齒黏酸、蛞蝓大分裂、蛞蝓探知。 | 忍     | B    |
| 蛞蝓大分裂               | 蛞蝓能分裂成無數的分身，藉此使物理攻擊無效。 | 忍     | -    |
| 舌齒黏酸                 | 由通靈獸蛞蝓口中吐出高濃度黏酸，連岩石都能熔解。 | 忍     | -    |
| 蛞蝓·網療治夥[4]         | 與通靈獸蛞蝓合作的A級忍術，把查克拉分給蛞蝓分身，從而治療、以身體保護、傳送查克拉、感知等等。配合創造再生之術，那是憑一人之力可以保護和治療木葉村數萬人以上的醫療能力。而由於蛞蝓是軟體動物，物理性攻擊是無效的，以致佩恩的超神羅天征也不能將蛞蝓殺死。 | 忍     | A    |
| 掌仙術                   | 不論內傷外傷都可靠放出的查可拉達到驚異的回復速度。即使在醫療班中，能使用的人也是極少數。也可藉由放出的查克拉干擾他人身體內查克拉的循環，造成昏睡狀態等等的超高等忍術。                                                                                  | 忍     | A    |
| 細壞抽出術               | 將細緻的查克拉注入體內，將體內的毒素取出。施術者必須擅長查克拉的控制，不然一不小心病患可是會內臟破裂。病患者連一滴血都不會流，可是很痛。 | 忍     | B    |
| 怪力                     | 将查克拉集中在拳頭上，增加攻击力。 | 忍     |      |
| 亂身衝                   | 把查克拉化成的電力以時速360km/s注入敵方的身體，痲痺對方的神經系統，使敵方無法控制自己身體動作。 | 忍     | A    |
| 痛天腳                   | 以腳重擊地面，令地面粉碎炸裂。 | 體     | C    |
| 櫻花衝                   | 使用怪力打擊地板使地板破裂以致傷害對手。是一種攻擊威力很強的術，查克拉要控制的很精密。如果熟練的話可以聚集在手指頭上讓地板裂開。 | 體     | C    |
| 100公尺暴力拳            | 將查克拉聚集在手中打敵人，不同在於怪力的是，他的查克拉必須控制的剛剛好，讓敵人飛到離自己100公尺的地方。 | 體     |      |
| 1000公尺暴力拳           | 100公尺暴力拳的進階版。 | 體     |      |
| 醫帝賭女                 | 是與小櫻的聯合絕招，兩人跳起，將查克拉聚集在拳頭，一起往地面打。破壞力是非常強大的，感覺像是雙重櫻花衝。 | 體     |      |
| 火影之力                 | （PS2）遊戲原創招式，賭上火影之名，揮出最強的一拳，足以將單一敵人打飛到火山裡，並引起火山爆發的境界。 | 體     |      |
| 地流                     | （PS2）遊戲原創招式，先將大地打出一道裂縫後，讓目標掉入裂縫之中，最後再以怪力將裂縫夾緊。 | 體     |      |
| 封印術·陰封印            | 用於將査克拉定量積蓄在額頭的封印，在運用「陰封印·解」解開這個封印後，就會變成肉體再生術的查克拉來源。 | 封印術 | S    |
| 百豪之印                 | 用陰封印的查克拉作低輸出和微調節，進行瞬間治愈、加強攻擊、提高速度或美容等效果，熟練運用者更可以靠百豪之印使身體機能保持在全盛時期。 | 忍     | S    |
| 陰封印·解·忍法創造再生   | 釋放長期來儲存在額頭上的查克拉，能刺激各種蛋白質形成，急速加快細胞分裂的次數，讓細胞重建，而且還能讓體內所有的器官組織再生，有了這種再生能力，在戰鬥中受到致命傷也能迅速恢復，缺點是因為人一生的細胞分裂次數是有限的，所以此術會縮短壽命。              | 忍     | S    |
| 忍法創造再生·百豪之術[5] | 百豪之印解放至全身並維持此狀態，只要沒有受到致命傷，身體都會自動治癒到原狀。 | 忍     | S    |